# 聖職俸祿
聖職俸祿（benefice）是教会法中主教和封建领主任命牧师（主任司鐸）管理教堂，授予其圣职和教堂的收入而成的俸禄，在天主教会和圣公会中得实行。该制度最早源自于8世纪法兰克王国，后逐渐由天主教会沿用和保留，经过教宗额我略七世的改革，封建领主的任命权受到限制，而天主教会的权力得到加强。